# ASTER (космічний апарат)
ASTER — запланована космічна місія Бразильського космічного агентства, яка змає вийти на орбіту потрійного навколоземного астероїда (153591) 2001 SN263. Запуск запланований на 2025 рік, а зустріч з астероїдом — у 2024/2027 роках.

## Огляд
ASTER має стати першою бразильською місією в глибокий космос. Він має на меті, серед іншого, розвиток STEM в бразильських університетах і технологічних установах. Бразилія самостійно розробляє всі корисні навантаження для наукових приладів, системи контролю орієнтації та навігації, а також сонячні електричні двигуни. Спочатку запуск місії планувався на 2014 рік, потім перенесений на 2015, на 2020 і наразі на 2025 рік. Станом на 2017 рік орієнтовний бюджет становить 60 мільйонів доларів США.
Космічний апарат сконструйований на основі невеликого російсько-фінської супутникової платформи MetNet із загальною масою палива 150 кг. Космічний корабель оснащений чотирма сонячними електричними двигунами на ефекті Холла, бразильського виробництва. Двигуни працюють від сонячних батарей з арсеніду галію, здатних генерувати до 2,1 кВт. З виробленої енергії 110 Вт будуть доступні для наукових приладів.
Цілью місії є 2001 SN263, потрійна астероїдна система групи Амера. Керівниками команди місії ASTER є Антоніо Гіл Вісенте де Брум, Марсело Ассафін, Флавіо К. Круз і Альваро Альберто Кукколо.

## Цілі
Основною метою проекту ASTER є популяризація науки, технологій, інженерії та математики (STEM) в університетах і технологічних установах Бразилії шляхом участі в першій бразильській місії в далекий космос. З 2010 року Бразилія розробляє необхідні наукові прилади, системи контролю орієнтації та навігації, а також новий сонячний електричний двигун із зниженими потребами в енергії.
Наукові цілі включають вимірювання об'ємних властивостей потрійної системи астероїдів (розмір, форма, об'єм, густина, динаміка, стан обертання), внутрішніх властивостей (структура, розподіл маси, гравітаційне поле) та властивостей поверхні (мінеральний склад, морфологія, елементний склад).
ASTER може проводити астробіологічний експеримент для визначення життєздатності деяких вибраних мікроорганізмів у далекому космосі, а також може вимірювати властивості космічної плазми вздовж своєї траєкторії.

## Наукове навантаження
Наукове корисне навантаження має загальну масу 30 кг і складається з:
- Мультиспектральна камера з широким і вузьким діапазоном
- Лазерний далекомір, який називається ASTER Laser Rangefinder (ALR), буде складати карту поверхні та текстури астероїдів з точністю ≤10 м. Його маса <5 кг, а необхідна потужність <20 Вт[2]
- Інфрачервоний спектрометр для визначення хімічного складу поверхні
- Мас-спектрометр для визначення елементного складу поверхні астероїда
- Радар із синтезованою апертурою для створення двовимірних зображень та реконструкції тривимірної форми астероїдів
- Уздовж траєкторії можуть бути проведені деякі мікробіологічні експерименти для вимірювання виживання мікроорганізмів у глибокому космосі

## Сонячний електричний двигун
| Двигун Холла з постійним магнітом | Одиниці                                    |
| --------------------------------- | ------------------------------------------ |
| Виробник                          | Університет Бразиліа                       |
| Кількість двигунів                | 4 (дві запасні)                            |
| Потудність від сонячних батарей   | Середня: 2,0 кВт                           |
| Споживання енергії                | 450 Вт на двигун                           |
| Тяга                              | 40 мН на двигун                            |
| Питомий імпульс                   | 2300 секунд                                |
| Розміри                           | Діаметр: 15 см Довжина: 10 см Маса: 4,5 кг |
| Рушій                             | 66 кг ксенону                              |

Космічний апарат рухається завдяки сонячній електричній тязі на основі двигуна на ефекті Холла. Двигун був розроблений Лабораторією фізики плазми Університету Бразиліа. Інженери створили модифікацію, яка використовує масив постійних магнітів для створення радіального магнітного поля всередині плазмового каналу двигуна для прискорення іонів ксенону та створення тяги. Стендові випробування у вакуумі показують, що використання постійних магнітів знижує споживання електроенергії на 30 %, що дозволяє використовувати менші та легші сонячні панелі. Бразильські інженери назвали свою розробку «двигун Холла з постійним магнітом».
Архітектура космічного корабля передбачає встановлення чотирьох плазмових двигунів, з яких два будуть запасними. Усі чотири двигуни, працюючи одночасно, виробляють 160 мН, хоча місію ASTER можна виконати із загальною тягою в інтервалі між 80 мН до 120 мН.
Космічний апарат буде виведений на низьку навколоземну орбіту (приблизно 400 км) і потім використовуватиме свої плазмові двигуни, щоб підняти свою орбіту, поки не досягне другої космічної швидкості, після чого полетить вже по геліоцентричній орбіті до астероїда. Було проведено комплексне моделювання, щоб визначити методи безпечного обертання навколо потрійної системи на близькій відстані.

## Цільова астероїдна система
Потрійна астероїдна система 2001 SN263 належить до астероїдів групи Амура і має вуглецевий склад (астероїд типу С). Такі астероїди можуть допомогти зрозуміти початкові етапи формування планет, а також походження води та виникнення життя на Землі. Головне центральне тіло є об'єктом неправильної форми діаметром приблизно 2,8 км, а два інших — малі об'єкти з поперечниками 1.1 км і 0,4 км.